# 24940 Sankichiyama
24940 Sankichiyama è un asteroide della fascia principale. Scoperto nel 1997, presenta un'orbita caratterizzata da un semiasse maggiore pari a 2,5275475 UA e da un'eccentricità di 0,1457233, inclinata di 11,94431° rispetto all'eclittica.